# Вельман, Владимир Иванович
Владимир Иванович Вельман — участник русского революционного движения. Товарищ председателя Иркутского Совета и исполкома в 1917.

## Биография
Родился в семье кузнеца. В 1904 окончил средне-общеобразовательные курсы Черняева в Петербурге, работал чертежником. В том же году вступил в РСДРП. За революционную деятельность в Ревеле в январе 1913 водворен на поселение в с. Усть-Уда Иркутской губернии. В начале 1914 по врачебному свидетельству переехал в Иркутск. Служил в управе по постройке второго пути Кругобайкальской железной дороги. Активно включился в жизнь местной партийной организации, был членом и секретарем Иркутского комитета РСДРП. Многое сделал для использования «легальных возможностей»: занимался организацией профсоюзов, кооперативов, рабочих обществ, состоял товарищем председателя Иркутского попечительства о беженцах. В 1916 вел агитационную работу в местном гарнизоне.
В первые дни Февральской революции был избран товарищем председателя Иркутского Совета и исполкома. В качестве председателя партийной фракции в Совете вошел в исполком общественных организаций (КООРГа). В мае 1917 по вызову ревельского партийного комитета выехал на родину. Был избран товарищем председателя Совета рабочих депутатов и городским головой. После оккупации Ревеля немцами перешел на нелегальное положение, вел подпольную работу. В 1919 переехал в Москву, занимался хозяйственной работой. В 1921—1922 — член Малого Совнаркома. Сентябрь 1923 г. — август 1924 г. — заместитель председателя Совнаркома Киргизской АССР.